# هنری بی. آترتون
هنری بریج آترتون (Henry Bridge Atherton)‏ (۲۱ سپتامبر ۱۸۳۵ – ۶ فوریه ۱۹۰۶) سرباز اهل ورمونت در جنگ داخلی آمریکا و وکیل و قانون‌گذار ایالتی نیوهمپشایر در اواخر قرن ۱۹ بود.

## اوایل زندگی و تحصیلات
آترتون در ۲۱ سپتامبر ۱۸۳۵ در کاوندیش، ورمونت به دنیا آمد. وی خردترین پسر یک کشاورز و یک وکیل موفق، جاناتان آترتون (۱۷۸۷–۱۸۷۵) و رکسانا آیوز (۱۷۹۷–۱۸۹۱) بود. اجداد او در پی دریافت بخشی از کمک‌های مالی نیوهمپشایر در این منطقه ساکن شده بودند.
او در مدرسه داتونسویل و سپس از سال ۱۸۵۱ الی ۱۸۵۵ در آکادمی بِلک ریور و بعدتر در مدرسه علمیه لیلند در تاونسند، ماساچوست، تحصیل کرد و در آنجا ممتاز شناخته شد. آترتون به جای کشاورزی، عاشق شعر بود، اما با این حال او به دنبال حقوق رفت.
آترتون طرفدار سرسخت جنبش مخالفت با بردگی بود و احتمالاً تحت تأثیر معلمش جان لیلند قرار گرفته بود. حمایت از این جنبش در میان شهروندان ورمونت رایج بود. تا حدی که جان براون، رهبر سرشناس جنبش مخالفت با بردگی، در سال ۱۸۵۶ برای سخنرانی در جامعه پروکتورزویل، ورمونت در طول سفرهایش در سراسر ایالات متحده شمالی دعوت شد. براون به دنبال کمک‌های مالی و همچنین تسلیحات برای «بیان‌کنندگان آزاد» بود. آترتون پیش از فارغ‌التحصیلی، در حالی که وزیر سنای ورمونت بود، از براون دعوت کرد تا از دفترش استفاده کند و اینگونه حمایت خود را نشان داد. آترتون موقعیت قانونی عرضه اسلحه به مهاجران اخیر در قلمرو کانزاس که توسط شرکت کمک به مهاجران نیوانگلند مستقر شده بودند را مورد مطالعه قرار داد. این رویارویی که در سال ۱۸۵۴ آغاز شد، به نام «خونریزی کانزاس» شناخته می‌شد و مقدمه‌ای برای جنگ داخلی بود. آترتون در ۹ مارس ۱۸۸۲، برای زندگی‌نامه‌نویس براون که جان ردپارث نام داشت، در مورد مشارکت شخصی او و فرماندار سابق، رایلند فلچر، نامه نوشت. نامه آترتون، نه تنها نقش او در کمک به براون (که بعداً در ویرجینیای غربی محاکمه و اعدام شد) را شفاف می‌ساخت، بلکه تأیید براون توسط بزرگان شهر که مایل به تهیه اسلحه‌های قدیمی بودند را توضیح می‌داد. آترتون همچنین دربارهٔ کمک مستقیم ۲۰۰۰۰ دلاری ورمونت نوشت و آن را دلیل ایجاد تغییر در موازنه قدرت سیاسی در قلمروی کانزاس دانست.
در سال ۱۸۵۸ آترتون از کالج دارتموث فارغ‌التحصیل شد. وی قبل از پیوستن به دفاتر حقوقی جان اف دین، زیر نظر جوزف سایر از آلتون، نیوهمپشایر فعالیت می‌کرد. او در هیئت وکلاء پذیرفته شد و با دین شراکت کرد. در سال ۱۸۶۰ مدرک حقوق را از دانشکده حقوق آلبانی دریافت کرد. آترتون به عنوان وکیل محکمه در مونپلیه، ورمونت پذیرفته شد و سوگند یاد کرد.

## جنگ داخلی آمریکا
در اوت ۱۸۶۱، آترتون وارد خدمت ارتش اتحادیه شد. از وی خواسته شد تا زیر نظر سرهنگ ادوین اچ استوتون به عنوان سروان گروه C، هنگ پیاده‌نظام چهارم ورمونت در براتلبورو، ورمونت، خدمت کند. او ابتدا به فرماندار اراستوس فیربنکس کمک کرد تا حداقل سی تن را استخدام کند. فهرست سربازان او توسط مورخان نگهداری شده‌است.
شرکت او در مبارزات جنگی پس از جراحات شدید در نبرد در ۱۶ آوریل ۱۸۶۲ در ویرجینیا در کمپین پنین‌سولا، در نبرد لیز میل، به خاطر اصابت گلوله به کشاله ران و اصابت ترکش به سر محدود شد. شدت جراحات آترتون به حدی بود که او را از کارافتاده تلقی کردند و بنابراین وی را از خدمت مرخص کردند.

## حرفه
آترتون اجازه نداد که معلولیتش مانع او شود. او قبل از رفتن به جنگ ازدواج کرده بود. در اکتبر ۱۸۶۲ با قبول مدیریت تحریریه روزنامه تلگراف نشوا وارد حرفه روزنامه‌نگاری شد. او الی سال ۱۸۶۴ به عنوان سردبیر فعالیت کرد و سپس به حرفه وکالت بازگشت. او وارد سیاست شد و به عنوان عضوی از محکمه عمومی نیوهمپشایر انتخاب شد و برای اولین بار از سال ۱۸۶۷ الی ۱۸۶۸ در مجلس قانون‌گذاری ایالتی خدمت نمود.
از جمله مناصب معتبر و شرافتمندانه وی، سمت‌های خزانه داری شهرستان هیلزبورو و ریاست پوست نشوا (۱۸۷۲ الی ۱۸۷۶) بود.
در سال ۱۸۸۴ آترتون نماینده کنوانسیون ملی جمهوری‌خواهان بود که در شیکاگو برگزار شد. او به قوه مقننه ایالت بازگشت و از سال ۱۸۸۵ الی ۱۸۸۷ در آنجا خدمت کرد. قانون راه‌آهن عمومی نیوهمپشایر (۱۸۸۳) به عنوان «لایحه آترتون» شناخته شد.
او در سال ۱۸۹۰ به عنوان عضو هیئت آموزش نیوهمپشایر انتخاب شد و در سال ۱۸۹۳ به سمت ریاست این هیئت منصوب گردید.
به آترتون یک نقش برجسته در فرمانداری آلاسکا نیز پیشنهاد شد، اما وی مؤدبانه آن را رد کرد. او از سوی رئیس‌جمهور بنجامین هریسون، برای پُر کردن پُست کمیساریای زمین برای ساموای آمریکایی که بر اساس معاهده برلین (۱۸۸۹) آلمان آن را به ایالات متحده آمریکا واگذار کرد، نامزد شده بود.
او زمانی که در مشاغل دولتی نبود به وکالت بازگشت. ریکاردهای مطالبات بازنشستگی تهیه شده توسط آترتون و دریافت شده توسط ژنرال آجودان برای جانبازان جنگ داخلی و وارثان آنها باقی مانده‌است.
آترتون به عنوان مدیر انجمن امداد متقابل پیش‌بینی‌کنندهٔ کنکورد، نیوهمپشایر خدمت کرد.

## آثار ادبی و هنری
آترتون شیفته شعر و هنر بود. او در سال ۱۸۵۱، در سن ۱۶ سالگی، «مراقب بیوه باش» را نوشت که ده سال بعد، با شروع جنگ، معنای غم‌انگیزی به خود گرفت.
شعر او در منابع مختلف بدون امضاء دیده می‌شود، اما این منابع بخشی از مجموعه اشعار او را تشکیل می‌دهند که توسط انجمن تاریخی کاوِندیش جمع‌آوری شده‌است.

## ارجاعات
1. ↑  "Vermont in the Civil War: Military record (top level) – Captain H B Atherton". Archived from the original on 30 April 2022. Retrieved 30 April 2022.
2. ↑  History of Nashua: biographical entry for Henry B Atherton. Telegraph publishing company. 1897. pp. 423–424.
3. ↑  "Henry B Atherton entry in the Atherton One Name Study".
4. ↑  "Jonathan Atherton". The Vermonter, Volumes 16-17. 1911. p. 602-603.
5. 1 2  Stearns, Ezra S. (1908). Genealogical and Family History of the State of New Hampshire. p. 896. ISBN 9785876846679.
6. ↑  "Vermont Aid to Kansas". New York Times, Nov 24. 1856.
7. ↑  "Former Zete Alumni: Dartmouth College: Henry B Atherton". 16 April 2021. Archived from the original on 17 February 2020. Retrieved 30 April 2022.
8. ↑  "Henry B. Atherton, attorney". Montpelier Green Mountain Freeman, June 28. 1860.
9. ↑  "Vermont in the Civil War: The Henry B. Atherton Collection". Archived from the original on 15 August 2022. Retrieved 30 April 2022.
10. ↑  "4th Vermont Infantry: Captain Atherton's list of his men in Company C, early in the career of the unit". vermontcivilwar.org. Archived from the original on 16 November 2021. Retrieved 30 April 2022.
11. ↑  "The battle at Lee's Mills". Philadelphia Inquirer, April 21. 1862.
12. ↑  "Captain Henry B. Atherton injured". Philadelphia Inquirer, April 21. 1862.
13. ↑  "Letters Received by the Office of the Adjutant General, Main Series, 1861–1870".
14. ↑  "Henry B. Atherton, former newspaper editor". Nashua Telegraph, March 9. 1963.
15. ↑  "Nominations sent to senate". Philadelphia Inquirer, March 28. 1872.
16. ↑  "Proceedings of the Eighth Republican National Convention Held at Chicago". 1884.
17. ↑  New Hampshire General Court (1888). "Journals of the Honorable Senate and House of Representatives of the State of New Hampshire".
18. ↑  "Closing argument of Hon. David Gross before the Railroad Committee, of the New Hampshire Legislature, Tuesday, August 9, 1887, in favor of the "Atherton Bill", and in opposition to the "Hazen Bill"".
19. ↑  Weston, E. H (1887). A workingman's opinion of the railroad question, the Boston & Maine monopoly a foe to New Hampshire interests: the Hazen Bill should be defeated and the Atherton Bill passed; a solemn warning to the legislature. Solemn warning to the legislature. New Hampshire General Court.
20. ↑  "Henry B Atherton nominated for Land Commission role Samoa". Savannah Morning News, March 1. 1891.
21. ↑  Congress, United States (1891). "Henry B Atherton Nomination as Land Commissioner Samoa".,
22. ↑  US Congress: Nomination of the Land Commissioner for Samoa (1901). "Journal of the Executive Proceedings of the Senate of the United States, Volume 27".
23. ↑  "Bio with reference to role in the Samoa agreement".
24. ↑  "New Hampshire Historical Society: Government claims. Book 2 / Henry B. Atherton".
25. ↑  "Handbook of Life and Accident Insurance on the Mutual Natural Premium Plan: Provident Relief Association". 1891.
26. ↑  Henry B. Atherton (1860). "A poem, delivered before a convention of the grand chapter of the Zeta Psi fraternity, held with the Psi chapter of Dartmouth college on July 31".
27. ↑  "Beware of the widow". Waverley Magazine, Boston, Vol 6 No.1. 1853. p. 239.
28. ↑  "Cavendish Historical Society". 2008.

### اسناد
- This article incorporates text from this source, which is in the public domain: Browne, George Waldo (1906). Granite State Magazine. Vol. 1 (Public domain ed.). Granite State Publishing Company.